# 炎のカルテ
『炎のカルテ』（ほのおのカルテ）は、1976年4月6日から同年6月29日まで、日本テレビ系列の『火曜劇場』（毎週火曜22:00 - 22:54）の枠で放送されたテレビドラマ。全13回。

## 概要
A・J・クローニンの小説『城砦』（The Citadel、1937年発表）を翻案して制作したテレビドラマ。東京と長崎県の炭鉱の島・秋島を舞台に、東京の医科大学を卒業して大学病院の医師になった麻生毅が、社会の醜態や矛盾に直面し、絶望を重ねながらも妻との真実の愛を覚え、医師そして人間としての良心を取り戻す。
麻生毅は大学を卒業し医師になって6年。そんな時、恩師に勧められ、大学病院に籍を置いたままで船医に転身、外国の貨物船に乗り込んで一年間航海生活を送った。しかし帰国して、毅はたった一人の母が胆石の手術で亡くなったことを知る。その翌日、毅は恋人の看護婦・千花から、母が亡くなった原因は執刀医の助教授・船田の手術ミスによるものだったということを聞く。しかも母は千人に一人と言われる特異体質であったことを知り、毅はなおも責任を追及しようとするが、やがて千花の裏切りに遭いショックを受ける…。野心家の外科医に毅は立ち向かい、激しく対立する人間模様を繰り広げる。
竹脇無我演じる麻生毅は第3話で長崎県・秋島の病院へ赴任するが、同県の池島を「秋島」と設定し、池島でロケを行った。また、前年1975年に脳内出血で倒れ、再起不能も噂された千秋実が本作の後半からカムバック出演を果たした。 

## キャスト
- 麻生毅：竹脇無我
- 麻生美沙緒：丘みつ子 - 毅の妻で、小学校教師
- 中原たまき：太地喜和子 - ファッションデザイナー
- 千花：夏純子
- 芥川：細川俊之 - 毅の親友
- 船田：石濱朗
- 太一：高野浩幸
- 千秋実
- 根上淳
- 草刈教授：松村達雄
- 笠戸：宍戸錠 - 秋島病院の外科医
- 荒井：下條正巳 - 秋島病院院長
- 円城寺：曽我廼家明蝶 - ビル会社社長
- 円城寺明子：斎藤美和 - 円城寺の妻
- 根岸明美
- 正司歌江

## スタッフ
- 原作：A・J・クローニン（『城砦』より）
- プロデューサー：山本時雄
- 脚本：杉山義法
- 演出
  - 池田義一（第1話～第6話、第10話、第12話、第13話）
  - 佐光千尋（第7話～第9話、第11話）
- 制作：日本テレビ